# Genu valgum

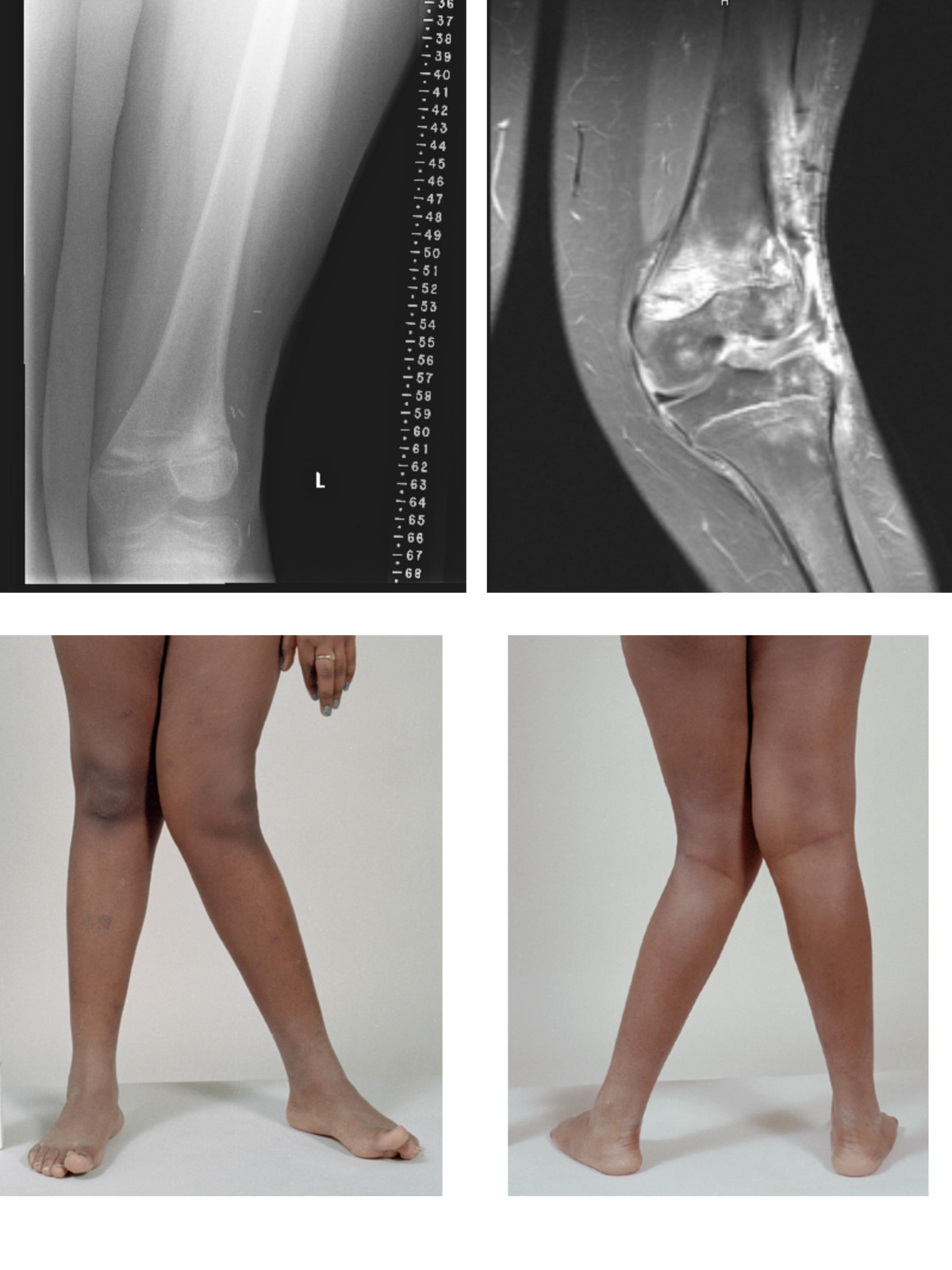

Le genu valgum (dit également « genou cagneux » ou « genou en X ») est une déviation vers l'extérieur de l'axe du membre inférieur avec saillie du genou en dedans : les deux genoux se touchent alors que les chevilles sont écartées.
Cette déviation est normale et est responsable, entre autres, d'une réduction du coût énergétique de la marche. Mais peut devenir pathologique si elle est trop marquée et gêner la marche ; de plus avec l'âge, les pressions ne s'exerçant pas aux endroits habituels, il est souvent facteur de gonarthrose (arthrose du genou).
Il est fréquent vers l'âge de trois à quatre ans et il se corrige spontanément et progressivement dans la grande majorité des cas. 
Est considéré comme anormal un genu valgum asymétrique ou unilatéral, un genu valgum continuant de s'aggraver après l'âge de 4 ans, ou avec une distance intermalléolaire de plus de 8 cm chez le préadolescent. Ce n'est que dans ces cas qu'un bilan radiologique et un avis chirurgical sont indiqués.
La déformation inverse du genu valgum existe, c'est le genu varum.

## Causes
L'excès de fluor peut entrainer le genu valgum, l'ostéoporose et l'osteosclérose,,,,.
Le genu valgum lié à l'excès de fluor chez l'enfant peut être en partie corrigé par la prise de vitamine D, calcium, vitamine C.

## Chez l'enfant

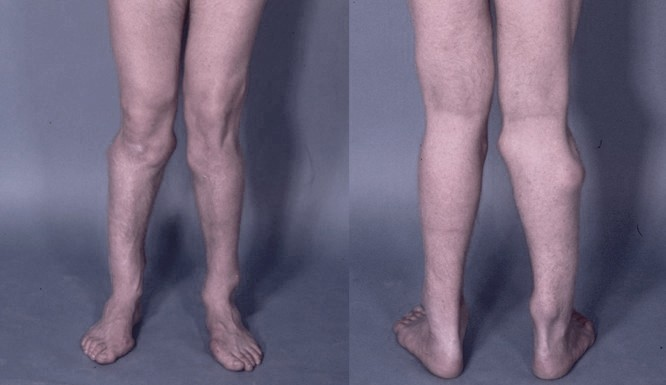
Genu valgum ou « genou en X »

Entre 3 et 5 ans, le genu valgum est courant, accentué par un excès de poids. Il est dû à une hyperlaxité des ligaments internes du genou ou encore à une séquelle de fracture (fracture de la partie inférieure du fémur ou de la partie supérieure du tibia, qui n'a pas consolidé en bonne position), à une maladie osseuse par carence (rachitisme) ou à une malformation osseuse.
Le genu valgum est indolore. Dans les formes légères, il régresse souvent avec la gymnastique et la croissance. Dans les formes importantes, le traitement nécessite la prise de vitamine D (contre le rachitisme), le port de chaussures correctrices et la pose d'attelles pendant la nuit. La chirurgie est réservée aux formes graves ; le chirurgien fait une ostéotomie (section osseuse) qui réaligne l'os concerné, puis le fixe.

## Chez l'adulte
Chez l'adulte, le genu valgum peut être dû à un genu valgum infantile non traité, à une séquelle de fracture du genou consolidée en mauvaise position ou à une maladie osseuse (ostéomalacie). Il est parfois à l'origine d'une arthrose du genou invalidante. Outre la vitamine D (contre une ostéomalacie), le traitement des formes graves de genu valgum est l'ostéotomie ou, si la situation a évolué depuis trop longtemps, le remplacement de l'articulation du genou par une prothèse.